# 滝州
滝州（瀧州、ろうしゅう）は、中国にかつて存在した州。南北朝時代から北宋初年にかけて、現在の広東省羅定市一帯に設置された。

## 魏晋南北朝時代
南朝梁により滝州が置かれた。

## 隋代
589年（開皇9年）、隋が南朝陳を滅ぼすと、滝州の属郡の開陽郡・平原郡・羅陽郡が廃止され、滝州は3県を管轄した。607年（大業3年）に州が廃止されて郡が置かれると、滝州は永熙郡と改称され、下部に6県を管轄した。隋代の行政区分に関しては下表を参照。
| 隋代の行政区画変遷 | 隋代の行政区画変遷 | 隋代の行政区画変遷 | 隋代の行政区画変遷 | 隋代の行政区画変遷 | 隋代の行政区画変遷 | 隋代の行政区画変遷   | 隋代の行政区画変遷 | 隋代の行政区画変遷                        |
| 区分               | 開皇元年           | 開皇元年           | 開皇元年           | 開皇元年           | 開皇元年           | 開皇元年             | 区分               | 大業3年                                   |
| ------------------ | ------------------ | ------------------ | ------------------ | ------------------ | ------------------ | -------------------- | ------------------ | ----------------------------------------- |
| 州                 | 滝州               | 滝州               | 滝州               | 石州               | 高州               | 建州                 | 郡                 | 永熙郡                                    |
| 郡                 | 平原郡             | 羅陽郡             | 開陽郡             | 梁徳郡             | 高涼郡             | 広熙郡               | 県                 | 滝水県 懐徳県 良徳県 安遂県 永熙県 永業県 |
| 県                 | 竜郷県             | 羅陽県             | 開陽県             | 梁徳県             | 良徳県             | 安遂県 永熙県 安南県 | 県                 | 滝水県 懐徳県 良徳県 安遂県 永熙県 永業県 |

## 唐代以降
621年（武徳4年）、唐が蕭銑を滅ぼすと、隋の永熙郡滝水県の地に滝州が置かれた。742年（天宝元年）、滝州は開陽郡と改称された。758年（乾元元年）、開陽郡は滝州の称にもどされた。滝州は嶺南道に属し、滝水・開陽・建水・鎮南の4県を管轄した。
973年（開宝6年）、北宋により滝州は廃止された。属県の開陽・建水・鎮南の3県は滝水県に併合され、康州に編入された。